# Umm-Salal Sports Club
Maillots
Le Umm-Salal Sports Club (en arabe : نادي أم صلال الرياضي), plus couramment abrégé en Umm-Salal, est un club qatarien de football fondé en 1979 et basé dans la ville d'Umm Salal.

## Palmarès
| Compétitions nationales | Compétitions internationales |
| - Coupe de l'Emir (1) : - Vainqueur : 2008 - Finaliste : 2010. - Coupe Sheikh Jassem du Qatar (1) : - Vainqueur : 2009. - Finaliste : 2011. - Coupe des Étoiles du Qatar de football (1) : - Vainqueur : 2023. |                              |

## Évolution du logo

Ancien logo
Ancien logo
Logo actuel

## Personnalités du club

### Entraîneurs du club
Le tableau suivant présente la liste des entraîneurs du club depuis 1999.
- Saad Hafez (1999-2001)
- Said Razgui (2001-2002)
- Lakhdar Belloumi (2003)
- Fareed Ramzy (2004)
- Robert Mullier (2004-2005)
- Abdelhak Benchikha (2005-2006)
- Hassan Hormutallah (févr. 2007-juin 2007)
- Richard Tardy (juil. 2007-oct. 2007)
- Hameed Bremel (oct. 2007-nov. 2007)
- Laurent Banide (nov. 2007-nov. 2008)
- Gérard Gili (nov. 2008-avr. 2010)
- Henk ten Cate (avr. 2010-févr. 2011)
- Hassan Hormutallah (févr. 2011-nov. 2011)
- Gérard Gili (déc. 2011-juin 2012)
- Bertrand Marchand (juil. 2012-mars 2013)
- Alain Perrin (mars 2013-sept. 2013)
- Gérard Gili (sept. 2013-déc. 2013)
- Bülent Uygun (déc. 2013-déc. 2016)
- Talal El Karkouri (jan. 2017-déc. 2018)
- Raúl Caneda (jan. 2019-)

### Joueurs emblématiques
- Andy Delort
- Lakhdar Belloumi
- Hakim Saci
- Paulo Borges (en)
- Victor Vazquez
- Jérémie Aliadière
- Sabri Lamouchi
- Ismaël Bangoura
- Fahad Al-Rashidi (en)
- Aziz Ben Askar
- Rachid Rokki
- Mounir El Hamdaoui
- Jawad Ahannach
- Mario Melchiot
- Said Al Shoon (en)